# Аваро-андійські мови
Аваро-андійські мови утворюють одну з семи основних гілок північно-кавказької мовної сім'ї. Розгалужується на андійські мови та аварську мову. Остання з 800 000 носіями служить літературною мовою для 60 000 носіїв андійської гілки, а також для носіїв споріднених цезьких (дідойських) мов.
На зображенні показано регіональні діалекти, що входять до складу аваро-андійських мов, а також інших мовних груп північнокавказької мовної сім'ї. До цієї групи входять андійська, ахвахська, багвалинська, ботліська, чамалинська, годоберинська, каратинська, тиндинська та аварська мови.

Ареали поширення Нахсько-дагестанських мов